# Élections législatives de 1968 dans le Var
Les élections législatives françaises de 1968 se déroulent les 23 et 30 juin 1968. Dans le département du Var, quatre députés sont à élire dans le cadre de quatre circonscriptions.

## Élus
| Circonscription | Député sortant                              | Parti | Parti       | Député élu ou réélu | Parti | Parti       |
| --------------- | ------------------------------------------- | ----- | ----------- | ------------------- | ----- | ----------- |
| 1re             | Pierre Gaudin                               |       | FGDS (SFIO) | Pierre Gaudin       |       | FGDS (SFIO) |
| 2e              | Ernest Barbier suppléant de Julien Cazelles |       | FGDS (SFIO) | Mario Bénard        |       | UDR         |
| 3e              | Pierre Pouyade                              |       | UDR         | Pierre Pouyade      |       | UDR         |
| 4e              | Toussaint Merle                             |       | PCF         | Marcel Bayle        |       | UDR         |

## Résultats

### Résultats à l'échelle du département
| Parti          | Parti                                           | Premier tour | Premier tour | Second tour | Second tour | Sièges |
| Parti          | Parti                                           | Voix         | %            | Voix        | %           | Sièges |
| -------------- | ----------------------------------------------- | ------------ | ------------ | ----------- | ----------- | ------ |
|                | Union pour la défense de la République          | 104 854      | 43,37        | 131 788     | 56,40       | 3      |
|                | Modérés                                         | 884          | 0,37         |             |             | 0      |
|                | Union des républicains de progrès               | 105 738      | 43,73        | 131 788     | 56,40       | 3      |
|                |                                                 |              |              |             |             |        |
|                | Section française de l'Internationale ouvrière  | 39 382       | 16,29        | 54 958      | 23,52       | 1      |
|                | Fédération de la gauche démocrate et socialiste | 39 382       | 16,29        | 54 958      | 23,52       | 1      |
|                |                                                 |              |              |             |             |        |
|                | Parti communiste français                       | 58 527       | 24,21        | 46 939      | 20,09       | 0      |
|                | Progrès et démocratie moderne                   | 38 137       | 15,77        | Retrait     | Retrait     | 0      |
|                |                                                 |              |              |             |             |        |
| Inscrits       | Inscrits                                        | 317 491      | 100,00       | 317 239     | 100,00      | 4      |
| Abstentions    | Abstentions                                     | 72 103       | 22,71        | 72 094      | 22,73       |        |
| Votants        | Votants                                         | 245 388      | 77,29        | 245 145     | 77,27       |        |
| Blancs et nuls | Blancs et nuls                                  | 3 604        | 1,47         | 11 460      | 4,67        |        |
| Exprimés       | Exprimés                                        | 241 784      | 98,53        | 233 685     | 95,33       |        |

### Résultats par circonscription

#### Première circonscription (Draguignan)
| Candidat       | Candidat                    | Parti          | Premier tour | Premier tour | Second tour | Second tour |  |
| Candidat       | Candidat                    | Parti          | Voix         | %            | Voix        | %           |  |
| -------------- | --------------------------- | -------------- | ------------ | ------------ | ----------- | ----------- |  |
|                | Angelin German              | UDR (URP)      | 21 470       | 37,71        | 27 566      | 48,32       |  |
|                | Pierre Gaudin sortant réélu | FGDS (SFIO)    | 16 458       | 28,91        | 29 478      | 51,68       |  |
|                | Guy Guigou                  | PCF            | 12 424       | 21,82        | Retrait     | Retrait     |  |
|                | Paul Monzat                 | CD (PDM)       | 5 693        | 10           |             |             |  |
|                | Suzanne Giraud              | Modérés        | 884          | 1,55         |             |             |  |
|                |                             |                |              |              |             |             |  |
| Inscrits       | Inscrits                    | Inscrits       | 71 494       | 100,00       | 71 343      | 100,00      |  |
| Abstentions    | Abstentions                 | Abstentions    | 13 492       | 18,87        | 12 709      | 17,81       |  |
| Votants        | Votants                     | Votants        | 58 002       | 81,13        | 58 634      | 82,19       |  |
| Blancs et nuls | Blancs et nuls              | Blancs et nuls | 1 073        | 1,85         | 1 590       | 2,71        |  |
| Exprimés       | Exprimés                    | Exprimés       | 56 929       | 98,15        | 57 044      | 97,29       |  |

#### Deuxième circonscription (Fréjus)
| Candidat       | Candidat           | Parti          | Premier tour | Premier tour | Second tour | Second tour |  |
| Candidat       | Candidat           | Parti          | Voix         | %            | Voix        | %           |  |
| -------------- | ------------------ | -------------- | ------------ | ------------ | ----------- | ----------- |  |
|                | Mario Bénard élu   | UDR (URP)      | 28 466       | 46,83        | 35 295      | 58,07       |  |
|                | Paul Émeric        | FGDS (SFIO)    | 11 331       | 18,64        | 25 480      | 41,93       |  |
|                | Paul Corrotti      | PCF            | 11 304       | 18,6         | Retrait     | Retrait     |  |
|                | Guillaume Le Bigot | CD (PDM)       | 9 687        | 15,94        | Retrait     | Retrait     |  |
|                |                    |                |              |              |             |             |  |
| Inscrits       | Inscrits           | Inscrits       | 79 655       | 100,00       | 79 550      | 100,00      |  |
| Abstentions    | Abstentions        | Abstentions    | 17 873       | 22,44        | 16 929      | 21,28       |  |
| Votants        | Votants            | Votants        | 61 782       | 77,56        | 62 621      | 78,72       |  |
| Blancs et nuls | Blancs et nuls     | Blancs et nuls | 994          | 1,61         | 1 846       | 2,95        |  |
| Exprimés       | Exprimés           | Exprimés       | 60 788       | 98,39        | 60 775      | 97,05       |  |

#### Troisième circonscription (Toulon)
| Candidat       | Candidat                     | Parti          | Premier tour | Premier tour | Second tour | Second tour |  |
| Candidat       | Candidat                     | Parti          | Voix         | %            | Voix        | %           |  |
| -------------- | ---------------------------- | -------------- | ------------ | ------------ | ----------- | ----------- |  |
|                | Pierre Pouyade sortant réélu | UDR (URP)      | 24 143       | 46,05        | 29 809      | 62,55       |  |
|                | Maurice Delplace             | PCF            | 12 099       | 23,08        | 17 850      | 37,45       |  |
|                | Raoul Caffarena              | CD (PDM)       | 10 635       | 20,28        | Retrait     | Retrait     |  |
|                | Marius Massardier            | FGDS (SFIO)    | 5 554        | 10,59        |             |             |  |
|                |                              |                |              |              |             |             |  |
| Inscrits       | Inscrits                     | Inscrits       | 72 684       | 100,00       | 72 683      | 100,00      |  |
| Abstentions    | Abstentions                  | Abstentions    | 19 608       | 26,98        | 21 062      | 28,98       |  |
| Votants        | Votants                      | Votants        | 53 076       | 73,02        | 51 621      | 71,02       |  |
| Blancs et nuls | Blancs et nuls               | Blancs et nuls | 645          | 1,22         | 3 962       | 7,68        |  |
| Exprimés       | Exprimés                     | Exprimés       | 52 431       | 98,78        | 47 659      | 92,32       |  |

#### Quatrième circonscription (La Seyne-sur-Mer)
| Candidat       | Candidat                | Parti          | Premier tour | Premier tour | Second tour | Second tour |  |
| Candidat       | Candidat                | Parti          | Voix         | %            | Voix        | %           |  |
| -------------- | ----------------------- | -------------- | ------------ | ------------ | ----------- | ----------- |  |
|                | Marcel Bayle élu        | UDR (URP)      | 30 775       | 42,96        | 39 118      | 57,35       |  |
|                | Toussaint Merle sortant | PCF            | 22 700       | 31,69        | 29 089      | 42,65       |  |
|                | Roger Devémy            | CD (PDM)       | 12 122       | 16,92        | Retrait     | Retrait     |  |
|                | René Basse              | FGDS (SFIO)    | 6 039        | 8,43         |             |             |  |
|                |                         |                |              |              |             |             |  |
| Inscrits       | Inscrits                | Inscrits       | 93 658       | 100,00       | 93 663      | 100,00      |  |
| Abstentions    | Abstentions             | Abstentions    | 21 130       | 22,56        | 21 394      | 22,84       |  |
| Votants        | Votants                 | Votants        | 72 528       | 77,44        | 72 269      | 77,16       |  |
| Blancs et nuls | Blancs et nuls          | Blancs et nuls | 892          | 1,23         | 4 062       | 5,62        |  |
| Exprimés       | Exprimés                | Exprimés       | 71 636       | 98,77        | 68 207      | 94,38       |  |